# Stockholm Banco

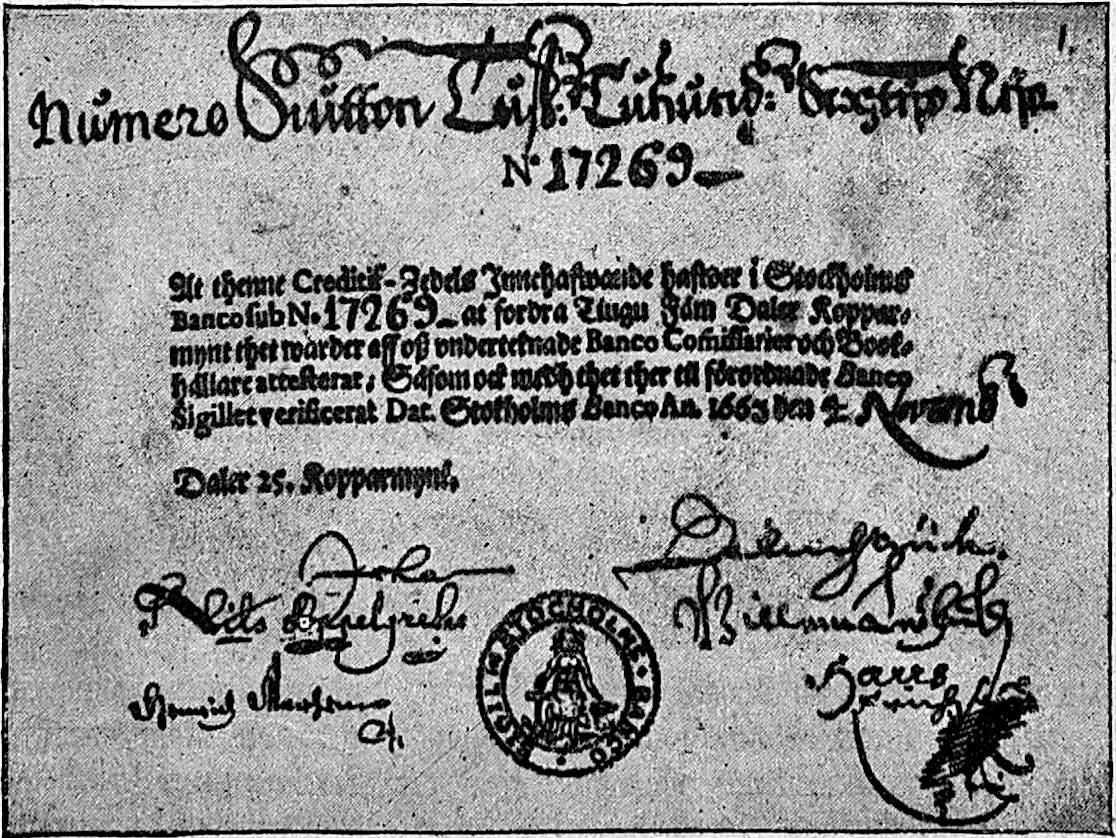
Una "cedola di credito" del 1663

Lo Stockholm Banco fu la banca centrale svedese dal 1656 al 1668.

## Costituzione
Johan Witmacker nacque nel 1611 a Riga, allora città anseatica, figlio di un commerciante. Giovane si trasferì ad Amsterdam, dove sviluppò un'estesa attività commerciale. Tuttavia fu incarcerato per debiti non pagati. Nel 1646 fu liberato e si trasferì in Svezia. Qui fu ammesso nella nobiltà con il cognome Palmstruch. 
Palmstruch aveva già proposto due volte, invano, la costituzione di una banca centrale, quando nel 1656 il re Carlo X Gustavo di Svezia accettò la terza proposta, in cui veniva aggiunta la promessa di versare metà dei profitti alla Corona. Il Re firmò due patenti per fondare un banco di giro e un banco di prestiti.

## Organizzazione
Il Banco di Stoccolma era una banca di giro e prestiti sul modello della Amsterdamsche Wisselbank e della Hamburger Bank. Il banco di sconto e giro, che aprì nel 1657, riceveva depositi senza interesse: i correntisti potevano successivamente ritirare le somme depositate ovvero farle circolare mediante note di deposito. Il banco di credito, che aprì nel 1659, concedeva prestiti con capitali dei proprietari della banca. I due banchi costituivano insieme lo Stockholms Banko sotto la direzione di Palmstruch.
Il Banco non era solo un "banco pubblico" come quelli di Amsterdam e Amburgo, in quanto metà degli utili dovevano essere versati al Ministero delle Finanze. Inoltre il Banco riscuoteva i dazi doganali e le accise. In realtà Palmstruch usò il denaro depositato dai correntisti per fare prestiti anziché richiedere che il capitale fisse conferito dai titolari del Banco.  Questo portò subito a dei problemi, dal momento che i depositi potevano essere ritirati a vista, mentre i prestiti erano a lungo termine, e perciò non c'era denaro disponibile per i correntisti che volessero ritirare i loro depositi.

## L'introduzione delle banconote
I due banchi erano stati istituiti sul modello delle altre "banche pubbliche" del XVII secolo, ma lo Stockholm Banko avrebbe dovuto anche servire a stabilizzare la situazione monetaria svedese.In quell'epoca in Svezia non c'era una sola valuta, ma c'era un Riksdaler (daler) di rame (kopparmynt) e un altro d'argento (silvermynt). Il contenuto metallico del tallero di rame avrebbe dovuto avere lo stesso valore di quello d'argento, questo faceva sì che i talleri di rame fossero molto più larghi e pesanti.  In pratica, tuttavia, i talleri d'argento valevano di più e venivano tesaurizzati, così in circolazione si trovavano quasi solo gli ingombranti kopparmynt.
Il problema si aggravò quando il contenuto di rame dei kopparmynt scese al 17% nel 1660 ed i correntisti chiesero la restituzione dei talleri di rame che avevano depositato, dal momento che ormai valevano di più come metallo che come monete. IL Banco non poteva soddisfare queste richiesta dal momento che la moneta era stata usata per fare prestito. In questa situazione Palmstruch introdusse le banconote come soluzione. Per coprire gli importi richiesti dai correntisti, nel 1661 egli cominciò a emettere note di credito (Kreditivsedlar) del valore nominale in cifra tonda, in modo che fossero facilmente trasferibili, e garantite dalla promessa di una futura conversione in metallo. Sono considerate le prime banconote europee.
Queste banconote ebbero un rapido successo perché erano molto più comode da trasportare rispetto ai pesanti talleri di rame, specialmente per i grossi pagamenti (una banconota poteva essere spedita in una lettera, mentre le monete di rame dovevano essere trasportate a cavallo o su di un carro). La prima emissione di banconote ebbe luogo nel 1661. Erano stampate con i valori di 5, 25, 100 e 1000 talleri di rame. I biglietti più conosciuti sono però quelli del 1666, detti Palmstruchare, con i tagli da 10, 25, 50 e 100 talleri d'argento.

## Crisi e chiusura
L'invenzione delle banconote alla fine portò più problemi di quanti ne avesse risolti. Il Banco sembrava potesse stampare banconote in quantità illimitata e così aumentarono anche i prestiti concessi: nel 1663 i prestiti cessarono di essere correlati ai depositi dei correntisti. Nell'autunno di quell'anno i prestiti concessi e le banconote stampate avevano raggiunto livelli tali che il valore delle banconote cominciò a scendere.
Tuttavia, quando i portatori si rivolgevano al Banco per ottenere il metallo in cambio delle note di credito, l'istituto non aveva abbastanza metallo prezioso per soddisfare le richieste e da ottobre in poi la banca fu costretta a rifiutare la conversione. Il governo e il parlamento (Riksdag) furono obbligati a rilevare la banca, riducendo i prestiti eccessivi e convertendo le note di credito in monete metalliche. La liquidazione del Banco fu completata nel 1667 e Palmstruch fu imprigionato con l'accusa di aver causato le perdite della banca.
Nel 1668 il privilegio concesso a Palmstruch di gestire una banca centrale, fu trasferito alla Riksens Ständers Bank, gestita dal parlamento.  In considerazione dell'esperienza dello Stockholm Banco, a questa nuova banca non fu concessa l'emissione di cartamoneta fino al Settecento.  La Riksens Ständers Bank fu successivamente ribattezzata Sveriges Riksbank ed è tuttora la banca centrale svedese.